# Kamen Rider Kiva
Kamen Rider Kiva (仮面ライダーキバ, Kamen Raidā Kiba, Masked Rider Kiva) is een Japanse tokusatsuserie, en de achttiende van de Kamen Rider series geproduceerd door Toei Company.. De serie liep van 27 januari 2008 t/m 18 januari 2009, met een totaal van 48 afleveringen.
De serie heeft een horrorthema. De held uit de serie is gebaseerd op een vampier.

## Verhaal
22 jaar na de verdwijning van zijn vader woont Wataru Kurenai in een berucht spookhuis. Hier bevecht hij als Kamen Rider Kiva een groep monsters bekend als de Fangires. De Fangires voeden zich met de levensenergie van anderen. Wataru’s vader vocht ook al tegen hen voor zijn verdwijning.
Wataru krijgt al snel hulp van een tweede Kamen Rider genaamd Kamen Rider Ixa (仮面ライダーイクサ, Kamen Raidā Ikusa), die lid is van een organisatie om de Fangires uit te roeien.
Het verhaal is verdeeld in twee stukken. Een deel focust zich op Wataru’s acties in het heden (2008). Het andere deel toont Wataru’s vader tijdens diens gevechten in het verleden (1986). Beide verhaallijnen zijn van invloed op elkaar.

## Personages

### 2008
- Wataru Kurenai/Kamen Rider Kiva (紅 渡／仮面ライダーキバ, Kurenai Wataru/Kamen Raidā Kiba): een jonge ietwat verlegen man die erg op zichzelf is. Hij werkt in een atelier en zet zijn vaders taak om de Fangires te stoppen voort. Hij is al sinds zijn geboorte voorbestemd om Kamen Rider Kiva te worden. De enige reden dat hij zonder gevaar de krachten van de Kiva kan gebruiken is omdat hij deels Fangire is. Zijn moeder is een Fangire. Tevens is hij net als zijn vader violenmaker. Als Kamen Rider beschikt hij over acht verschillende vormen, allemaal gebaseerd op monsters.
- Keisuke Nago/Kamen Rider Ixa (名護 啓介, Nago Keisuke/Kamen Raidā Ikusa): een elitelid van een groep fangirejagers. Hij is een premiejager die geregeld criminelen vangt voor de beloning. Hij is de primaire gebruiker van het Ixa systeem, wat iemand in een Kamen Rider kan veranderen. Als kamen rider heeft hij twee modes. Zijn harnas is gebaseerd op dat van een ridder.
- Megumi Aso (麻生 恵, Asō Megumi): de dochter van Yuri. Ze jaagt op zowel de Fangire als op Kiva. Ze heeft een oogje op Wataru, niet wetende dat hij Kamen Rider Kiva is.
- Shizuka Nomura (野村 静香, Nomura Shizuka): een jong meisje dat vaak met Wataru omgaat. Ze leert van hem viool spelen.
- Kivat-bat the 3rd (キバットバットⅢ世, Kibattobatto Sansei): een eeuwenoude vampier. Hij wordt kortweg Kivat genoemd. Hij was het die Kamen Rider Kiva zijn krachten gaf. Hij is tevens een van de vertellers van de serie, die de kijker op de hoogte houdt van de gebeurtenissen uit 2008.

### 1986
- Otoya Kurenai (紅 音也, Kurenai Otoya): Wataru's vader die in 1986 tegen de Fangires vecht. Hij is een vrouwenversierder. Hij heeft een oogje op een vrouwelijke Fangaia (Wataru’s moeder). Hij is een van de eerste gebruikers van het Ixa-systeem. Tevens gebruikte hij driemaal de krachten van de Kiva, maar omdat hij een mens is, is deze kracht te veel voor zijn lichaam. Dat is ook de oorzaak dat hij komt te overlijden.
- Yuri Aso (麻生 ゆり, Asō Yuri): de oprichter van de fangirejagers. Ze haat de Fangires met een passie, en ziet hen als een “fout van God”. Ze lijkt bang te zijn voor honden.
- Kivat-bat the 2nd (キバットバットⅡ世, Kibattobatto Nisei): de vader van de Kivat uit 2008, en de vampier die Dark Kiva zijn krachten gaf.

### Fangire
De Fangire (ファンガイア, Fangaia) zijn een ras van vampiers die zich voeden met de levensenergie van anderen. Ze kunnen een menselijke gedaante aannemen ter camouflage. Elke Fangire behoort tot een specifieke stam gebaseerd op een dier. Hun naam is gebaseerd op de woorden Fang (klauw) en Vampire (vampier). De Fangire komen in beide verhaallijnen voor.
De vier sterkste Fangires zijn de Checkmate Four (チェックメイト・フォー, Chekkumeito Fō). Ze dragen tatoeages gemodelleerd naar de schaakstukken Toren, Loper, Koningin en Koning. In 1986 zijn alle vier deze leden er nog. In 2008 zijn alleen de Loper en Toren nog aanwezig, maar proberen ze een nieuwe koning en koningin te vinden.
- Kamen Rider Dark Kiva (仮面ライダーダークキバ, Kamen Raidā Dāku Kiba): de heer van de Fangires, en de originele Kiva. In 1986 is hij de koning van de Checkmate Four.
- Maya (真夜, Maya), de menselijke vorm van de Pearlshell Fangire (パールシェルファンガイア, Pārusheru Fangire). Zij is in 1986 de koningin van de Checkmate Four. Ze is tevens de moeder van Wataru.
- Lion Fangire (ライオンファンガイア, Raion Fangaia): de toren van de Checkmate Four. Hij komt voor in beide verhaallijnen. Hij wordt in 1986 verwond door Otoya, waarna Watura in 2008 deze wond gebruikt om hem te vernietigen.
- Swallowtail Fangire (スワローテイルファンガイア, Suwarōteiru Fangaia): de loper van de Checkmate Four. Het is zijn taak om de acties van de Fangire in de gaten te houden en te zorgen dat de wetten worden nageleefd.
- Taiga Nobori (登 太牙, Nobori Taiga): de eerste zoon van Maya en de halfbroer van Wataru. Als zoon van Dark Kiva is het zijn geboorterecht om deze Kamen Rider te worden, wat hij in 2008 dan ook doet.

### Overig
Deze personages komen voor in beide verhaallijnen, en dienen als brug tussen de twee.
- Mamoru Shima (嶋 護, Shima Mamoru): een mysterieuze miljonair die de fangirejagers financieel steunt. Hij verzamelt ook cruciale informatie over de Fangires.
- Akira Kido (木戸 明, Kido Akira): eigenaar van het Cafe Mal d'Amour (カフェ・マル・ダムール, Kafe maru damūru) en een vriend van Otoya.
- Arms Monsters (アームズモンスター, Āmuzu Monsutā): de laatste drie van 13 demonenrassen die door de Fangires zijn uitgeroeid.

## Afleveringen
1. Fate: Wake Up! (運命・ウェイクアップ！, Unmei: Weiku Appu!)
2. Suite: Father/Son Violin (組曲・親子のバイオリン, Kumikyoku: Oyako no Baiorin)
3. Heroic: Perfect Hunter (英雄・パーフェクトハンター, Eiyū: Pāfekuto Hantā)
4. Reverie: Wild Blue (夢想・ワイルドブルー, Musō: Wairudo Burū)
5. Duet: Stalker Panic (二重奏・ストーカーパニック, Nijūsō: Sutōkā Panikku)
6. Replay: Humans are All Music (リプレイ・人間はみんな音楽, Ripurei: Ningen wa Minna Ongaku)
7. Hymn: Three-Star Full Course of Darkness (讃歌・三ツ星闇のフルコース, Sanka: Mitsuboshi Yami no Furukōsu)
8. Soul: Dragon Castle, Angered (ソウル・ドラゴン城、怒る, Sōru: Doragon-jō, Ikaru)
9. Symphony: Ixa, Fist On (交響・イクサ・フィストオン, Kōkyō: Ikusa, Fisuto On)
10. Sabre Dance: Glassy Melody (剣の舞・硝子のメロディ, Tsurugi no Mai: Garasu no Merodi)
11. Rolling Stone: Door of Dreams (ローリングストーン・夢の扉, Rōringu Sutōn: Yume no Tobira)
12. First Live: Golden Speed (初ライブ・黄金のスピード, Hatsu Raibu: Ōgon no Supīdo)
13. Unfinished: Daddy Fight (未完成・ダディ・ファイト, Mikansei: Dadi Faito)
14. Pomp and Circumstance: Thunderstrike Purple Eye (威風堂々・雷撃パープルアイ, Ifū Dōdō: Raigeki Pāpuru Ai)
15. Resurrection: Checkmate Four (復活・チェックメイトフォー, Fukkatsu: Chekkumeito Fō)
16. Player: The Rules of Cruelty (プレイヤー・非情のルール, Pureiyā: Hijō no Rūru)
17. Lesson: My Way (レッスン・マイウェイ, Ressun: Mai Wei)
18. Quartet: Listen to Your Heart's Voice (カルテット・心の声を聴け, Karutetto: Kokoro no Koe o Kike)
19. Fusion: Aura Storm (フュージョン・オーラの嵐, Fyūjon: Ōra no Arashi)
20. Nocturne: The Lovely Messiah (夜想曲・愛の救世主, Yasōkyoku: Ai no Kyūseishu)
21. Rhapsody: The Fate of the Ring (ラプソディー・指輪の行方, Rapusodī: Yubiwa no Yukue)
22. Overture: Fateful Intersection (序曲・運命の交差点, Jokyoku: Unmei no Kōsaten)
23. Variation: Fugitives Forever (変奏曲・永遠の逃亡者, Hensōkyoku: Eien no Tōbōsha)
24. Emperor: Golden Fever (皇帝・ゴールデンフィーバー, Kōtei: Gōruden Fībā)
25. Fanfare: The Queen's Awakening (ファンファーレ・女王の目醒め, Fanfāre: Joō no Mezame)
26. Metronome: Miraculous Memory (メトロノーム・記憶のキセキ, Metoronōmu: Kioku no Kiseki)
27. 80's: Angry Rising Blue (８０’ｓ・怒れるライジングブルー, Eitīzu: Ikareru Raijingu Burū)
28. Request: Time-Altering Battle (リクエスト・時を変える戦い, Rikuesuto: Toki o Kaeru Tatakai)
29. When the Saints Go Marching In: I am King (聖者の行進・我こそキング, Seija no Kōshin: Ware koso Kingu)
30. Curtain Raising: Kiva's Identity (開演・キバの正体, Kaien: Kiba no Shōtai)
31. Applause: Motherly Dedicated Transformation (喝采・母に捧げる変身, Kassai: Haha ni Sasageru Henshin)
32. New World: Another Kiva (新世界・もう一人のキバ, Shinsekai: Mō Hitori no Kiba)
33. Supersonic: Saga's Fight (スーパーソニック・闘いのサガ, Sūpāsonikku: Tatakai no Saga)
34. Noise: Melody of Destruction (ノイズ・破壊の旋律, Noizu: Hakai no Senritsu)
35. New Arrangement: Flying Rose (ニューアレンジ･飛翔のバラ, Nyū Arenji: Hishō no Bara)
36. Revolution: Sword Legend (革命・ソードレジェンド, Kakumei: Sōdo Rejendo)
37. Triangle: Behead the King (トライアングル・キングが斬る, Toraianguru: Kingu ga Kiru)
38. Erlking: Mother and Child Reunion (魔王・母と子の再会, Maō: Haha to Ko no Saikai)
39. Shout: Targeted Brother (シャウト・狙われた兄弟, Shauto: Nerawareta Kyōdai)
40. Encore: Nago Ixa Explosively Returns (アンコール・名護イクサ爆現, Ankōru: Nago Ikusa Bakugen)
41. Lullaby: Release the Heart (ララバイ・心を解き放て, Rarabai: Kokoro o Tokihanate)
42. The Power of Love: The King's Anger (パワー・オブ・ラブ・王の怒り, Pawā Obu Rabu: Ō no Ikari)
43. Wedding March: Time of Parting (結婚行進曲・別れの時, Kekkon Kōshinkyoku: Wakare no Toki)
44. Punk rock (Punk: Back to Father, パンク・バックトゥ・ファーザー, Panku: Bakkutu Fāzā)
45. With You: Final Transformation (ウィズユー・最後の変身, Wizuyū: Saigo no Henshin)
46. Full Stop: Farewell, Otoya (終止符・さらば音也, Shūshifu: Saraba Otoya)
47. Break the Chain: Obey Me! (ブレイク・ザ・チェーン・我に従え！, Bureiku za Chēn: Ware ni Shitagae!)
48. Finale: The Inheritors of Kiva (フィナーレ・キバを継ぐ者, Fināre: Kiba o Tsugu Mono)

## Films
- Kamen Rider Den-O & Kiva The Movie: Climax Deka (劇場版　仮面ライダー電王＆キバ　クライマックス刑事（デカ）, Gekijōban Kamen Raidā Den'ō ando Kiba Kuraimakkusu Deka): een cross-over special met Kamen Rider Den-O.
- Kamen Rider Kiva The Movie: King of the Castle in the Demon World (劇場版　仮面ライダーキバ　魔界城の王, Gekijōban Kamen Raidā Kiba Makaijō no Ō): de bioscoopfilm van de serie. Kwam uit op 9 augustus 2008.

## Cast
- Wataru Kurenai/Kamen Rider Kiva (紅 渡／仮面ライダーキバ, Kurenai Wataru/Kamen Raidā Kiba) - Koji Seto (瀬戸 康史, Seto Kōji)
- Otoya Kurenai (紅 音也, Kurenai Otoya) - Kouhei Takeda (武田 航平, Takeda Kōhei)
- Shizuka Nomura (野村 静香, Nomura Shizuka) - Rina Koike (小池 里奈, Koike Rina)
- Megumi Aso (麻生 恵, Asō Megumi) - Nana Yanagisawa (柳沢 なな, Yanagisawa Nana)
- Yuri Aso (麻生 ゆり, Asō Yuri) - Yu Takahashi (高橋 優, Takahashi Yū)
- Mamoru Shima (嶋 護, Shima Mamoru) - Kazuhiko Kanayama (金山 一彦, Kanayama Kazuhiko)
- Akira Kido (木戸 明, Kido Akira) - Houka Kinoshita (木下 ほうか, Kinoshita Hōka)
- Keisuke Nago (名護 啓介, Nago Keisuke) - Keisuke Kato (加藤 慶祐, Katō Keisuke)
- Kengo Eritate (襟立 健吾, Eritate Kengo) - Kouhei Kumai (熊井 幸平, Kumai Kōhei)
- Garuru (ガルル, Garuru) - Kenji Matsuda (松田 賢二, Matsuda Kenji)
- Basher (バッシャー, Basshā) - Yuuki Ogoe (小越 勇輝, Ogoe Yūki)
- Dogga (ドッガ, Dogga) - Eiji Takigawa (滝川 英治, Takigawa Eiji)
- Kivat-bat the 3rd (キバットバットⅢ世, Kibattobatto Sansei, Voice) - Tomokazu Sugita (杉田 智和, Sugita Tomokazu)
- Belt (ベルト, Beruto, Voice) - Kōji Yusa (遊佐 浩二, Yusa Kōji)